# Ryoji Aikawa
Ryoji Aikawa (japanska: 相川 亮二?, Aikawa Ryōji), född den 11 juli 1976 i Ichikawa, är en japansk före detta professionell basebollspelare som spelade 19 säsonger i Nippon Professional Baseball (NPB) 1999–2017. Aikawa var catcher.
Aikawa spelade för Yokohama Baystars (1999–2008), Tokyo Yakult Swallows (2009–2014) och Yomiuri Giants (2015–2017). Han spelade totalt 1 507 matcher i grundserien och hade ett slaggenomsnitt på 0,260, 69 homeruns och 475 RBI:s (inslagna poäng).
Aikawa tog brons för Japan vid olympiska sommarspelen 2004 i Aten.
Aikawa representerade även Japan vid World Baseball Classic 2006 och 2013. 2006, när Japan vann turneringen, spelade han en match och hade en hit på två at bats och 2013, när Japan kom trea, spelade han fyra matcher och hade en hit på tre at bats.
Aikawa utsågs inför 2019 års säsong till tränarstaben för Yomiuri Giants.